# Comuna Katerînivka, Pokrovske
Katerînivka (în ucraineană Катеринівка) este o comună în raionul Pokrovske, regiunea Dnipropetrovsk, Ucraina, formată din satele Katerînivka (reședința), Kirovka și Zaricine.

## Demografie
Componența lingvistică a satului Katerînivka
     Ucraineană (96,57%)
     Rusă (2,87%)
     Alte limbi (0,06%)
Conform recensământului din 2001, majoritatea populației satului Katerînivka era vorbitoare de ucraineană (96,57%), existând în minoritate și vorbitori de rusă (2,87%).